# Combretum graciliflorum
Combretum graciliflorum là một loài thực vật có hoa trong họ Trâm bầu. Loài này được Stace mô tả khoa học đầu tiên năm 1995.